# Langinkoski
Langinkoski est un rapide de la rivière Kymijoki à Kotka en Finlande. Langinkoski nomme aussi le pavillon de pêche construit au bord du rapide pour le tsar Alexandre III de Russie,.

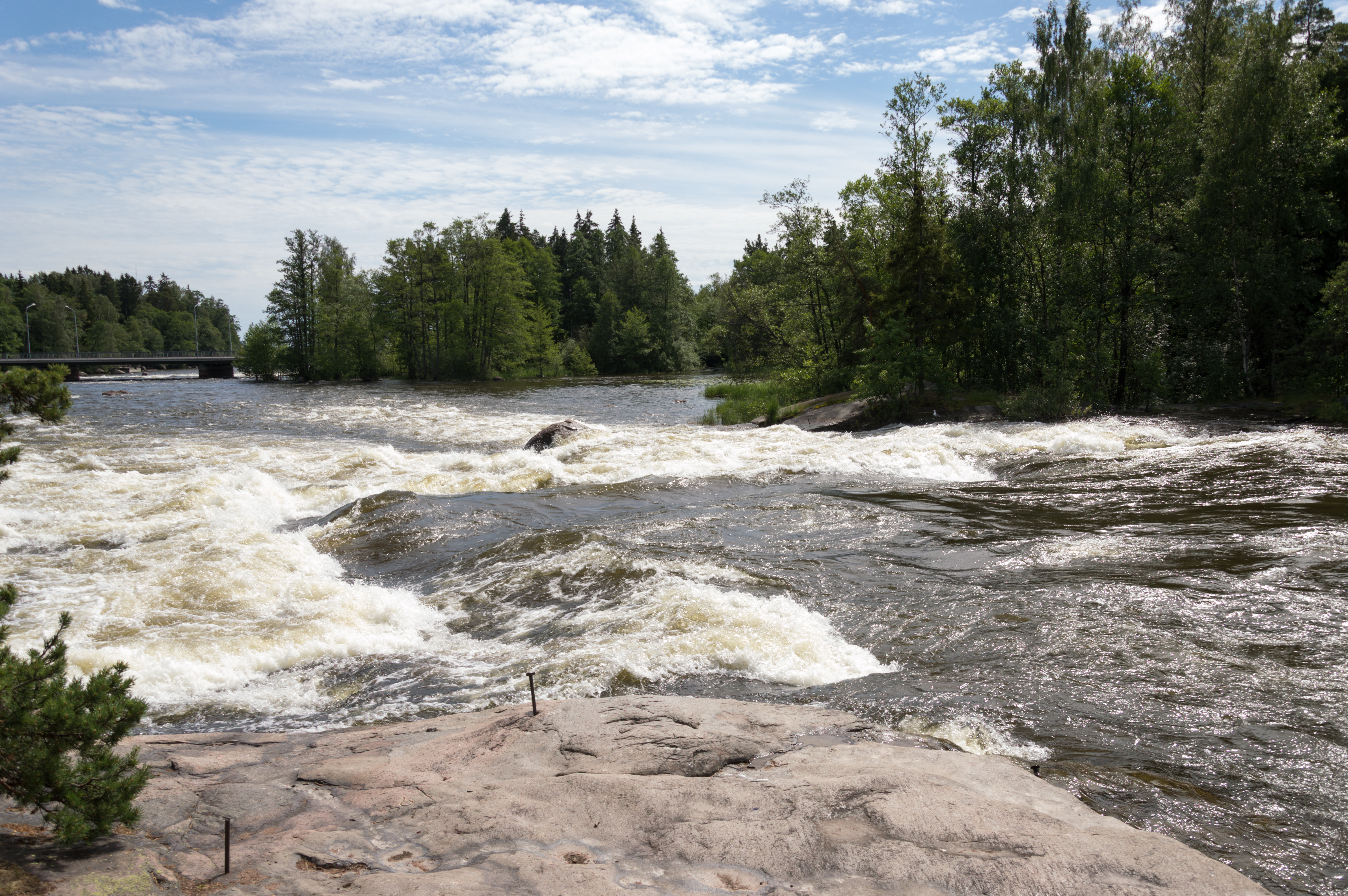
La partie haute de rapide Langinkoski. Au fond on aperçoit le pont de Langinkoskentie.

## Les rapides
Ces rapides de la branche langinkoskenhaara de la Kymijoki sont la propriété de l'état et une zone protégée qui fait partie  de la zone Natura 2000 (FI0401001).
La zone comprend la zone protégée, la forêt et l'arboretum.
La rive occidentale des rapides Langinkoski fait partie de Lankila et sa rive orientale fait partie de Metsola.

## Le pavillon de pêche impérial

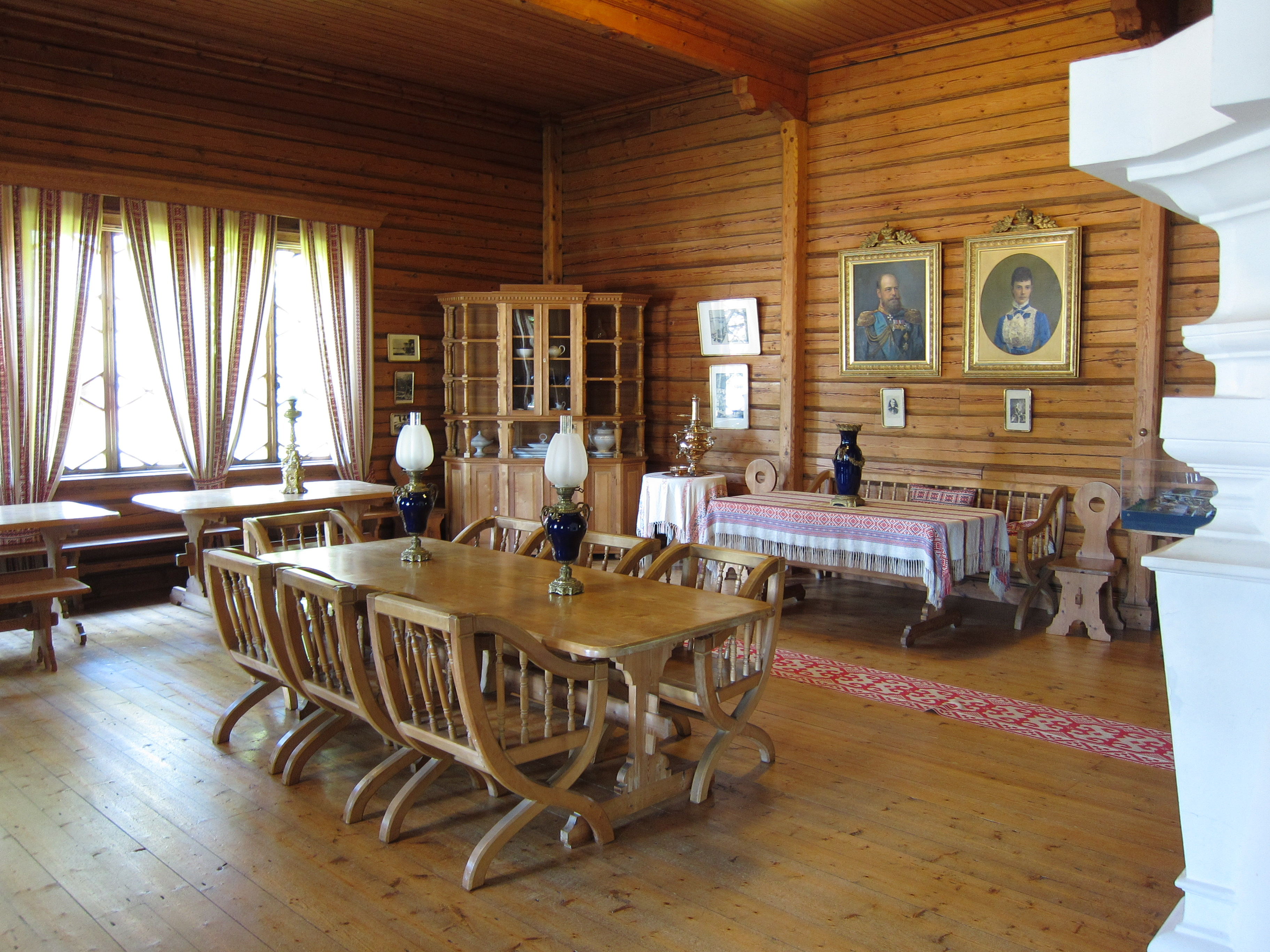
Vue intérieure du pavillon.

En 1880, Alexandre III visite Langinkoski alors qu'il est prince héritier.
Lors de sa seconde visite il dit qu'il souhaite avoir un petit chalet de pêche au bord du rapide.
La construction du chalet débute en 1888 se termine l'année suivante.
La conception du pavillon de pêche est due à l'architecte Magnus Schjerfbeck et l'amènagement intérieur de Johan Jacob Ahrenberg.
Alexandre III passera plusieurs été au pavillon.
En 1894, le nouveau tsar Nicolas II ne visitera Langinkoski qu'une seule fois.
Après l’indépendance de la Finlande, le pavillon devient propriété de l'État finlandais. L'association du musée du  Kymenlaakso s'occupe de restauré le bâtiment en 1933 et y fonde un musée. de nos jours le bâtiment est géré par la direction des musées de Finlande.
En 2012, pour le 125e anniversaire du pavillon on restaure à nouveau le pavillon de pêche. On remplace le toit en tôle des années 1950 qui avait commencé à fuir.
On redresse le porche extérieur. Au début 2013 on commence à construire un bâtiment de toilettes et d'espaces techniques.
La maison du gardien est rénovée et transformée en café, et l'aménagement paysager  est amélioré.
Le pavillon est le seul bâtiment ayant appartenu au tsar et en bon état de conservation à l'extérieur de la Russie.
Le musée reçoit environ 14 000 visiteurs par an dont de plus en plus de Russes.

## L'entourage du pavillon

### La chapelle orthodoxe

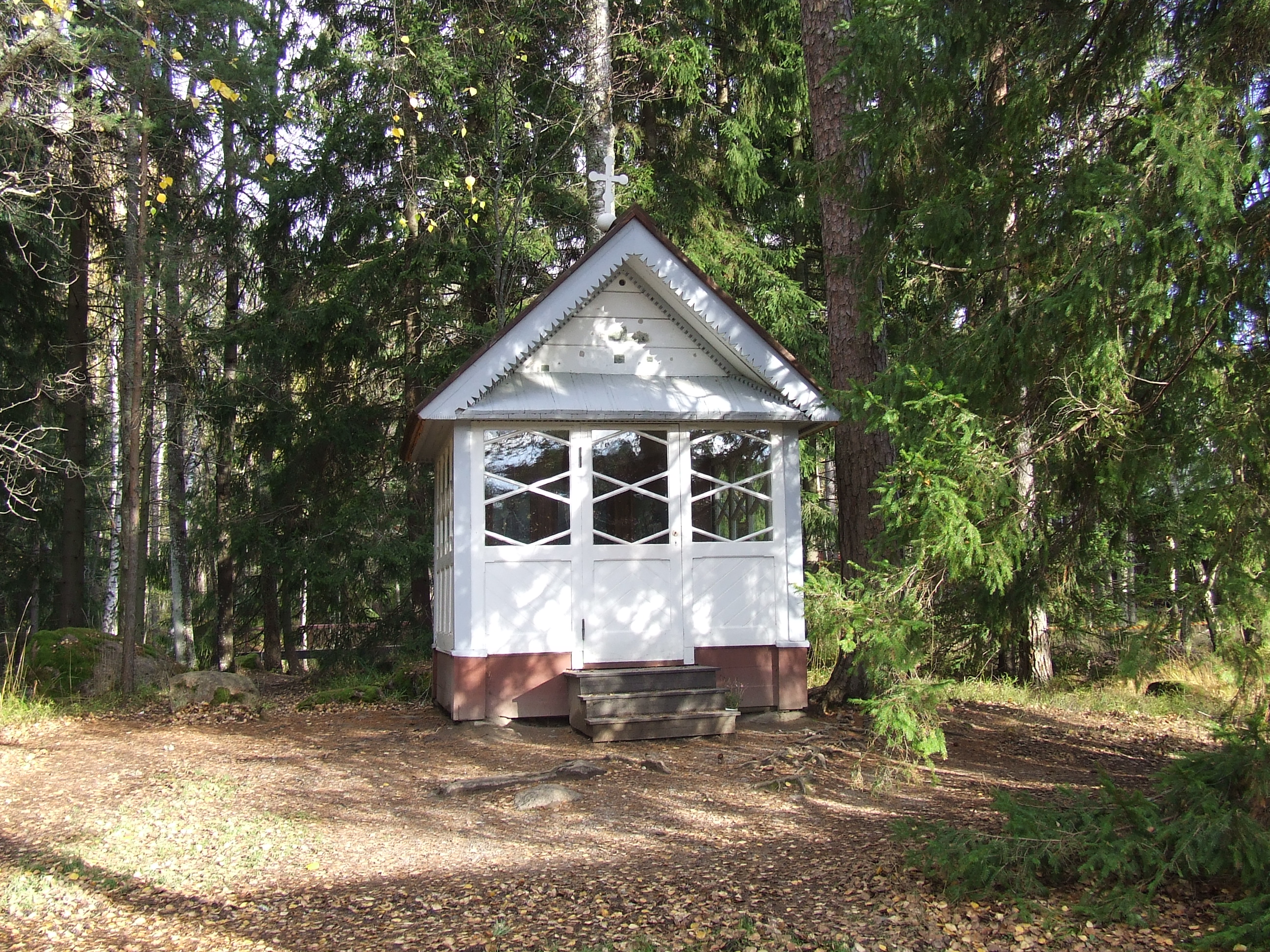
La chapelle orthodoxe.

Au début du XIXe siècle on construit à proximité du chalet, une petite chapelle orthodoxe.
La chapelle est construite par les moines du monastère de Valaam qui ont obtenu en 1797 un droit de pêche dans le rapide.
Depuis les années 1970, la paroisse orthodoxe de Kotka y organise des messes chaque été.

### Le mémorial
Dans le parc de Langinkoski on peut aussi voir une pierre en mémoire de Alexandre III dévoilée en 1896.
Durant la guerre civile finlandaise on tire sur le mémorial et on tente d'enlever la plaque.
Il a été décidé de garder les  dommages comme trace de cette étape de l'histoire finlandaise

### Les tranchées
On peut voir aussi des tranchées des deux guerres mondiales, des tranchées creusées par les Russes en 1918 et des tranchées creusées par les finlandais durant la Seconde Guerre mondiale.

## La réserve naturelle
La parcelle boisée de 28 hectares entourant le pavillon est déclarée parc boisé en 1938 et un décret la protège depuis 1960.
Un arboretum de 1,6 hectare est fondé en 1959
Le substrat rocheux est en granite rapakivi.